# Salvesen
Salvesen är en udde i Antarktis. Den ligger i Västantarktis. Argentina, Chile och Storbritannien gör anspråk på området.
Terrängen inåt land är huvudsakligen kuperad, men söderut är den bergig. Havet är nära Salvesen norrut. Trakten är obefolkad. Det finns inga samhällen i närheten. 